# Fügenberg
Fügenberg är en ort och kommun i distriktet Schwaz i förbundslandet Tyrolen i Österrike.
Kommunen består av två orter (Ortschaften) (inom parentes invånarantal 1 januari 2024):
- Fügenberg (803)
- Pankrazberg (710)